# マドリード・コンプルテンセ大学
マドリード・コンプルテンセ大学（スペイン語: Universidad Complutense de Madrid, 略称はUCM）は、スペイン・マドリード州マドリードのモンクロア＝アラバカ区に位置する公立大学。86,000人以上の学生が在籍している。
マドリード・コンプルテンセ大学の歴史は非常に古く、ヨーロッパ最古の部類に属し、スペインにおいてはサラマンカ大学に次ぐ歴史をもつ。世界で最初期に女子学生に博士号を与えた大学のひとつである。

## 歴史

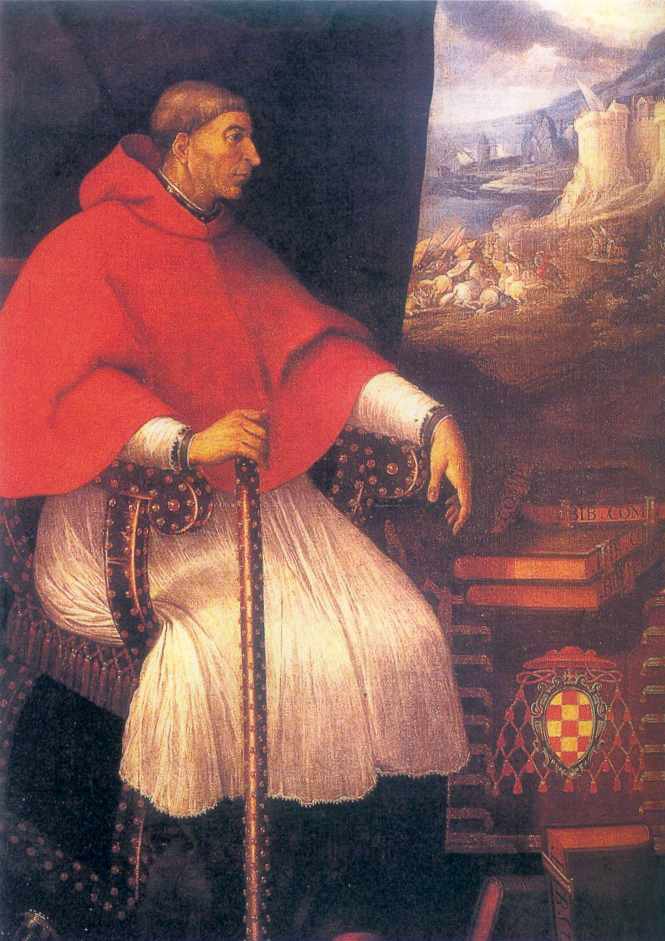
大学の設立に貢献したシスネロス枢機卿

1293年5月20日、カスティーリャ王サンチョ4世はトレド大司教のゴンサロ・ガルシア・グディエルに対して、アルカラ・デ・エナーレスに中世大学（ストゥディウム・ゲネラーレ, ラテン語: Studium Generale）を設立するための勅許を与えた。15世紀にスペイン王国の摂政・枢機卿となったフランシスコ・ヒメネス・デ・シスネロスはこの中世大学の卒業生であり、大規模な土地を購入して多くの建物の建設を命じ、コンプルテンセ大学にとって最初の「キャンパス」を建設した。1499年4月13日、シスネロス枢機卿は中世大学を正式な「大学」にするために、ローマ教皇アレクサンデル6世から教皇勅書を取得し、アルカラ・デ・エナーレスのラテン語名である「コンプルテンセ」を用いたコンプルテンセ大学（Universitas Complutensis、後にComplutum）を設立した。
16世紀初頭（1509-1510年度）には、人文科学・哲学部、神学部、教会法学部、文献学部、医学部の5つの学部が編成された。16世紀から17世紀のあいだに、コンプルテンセ大学は世界の学問の中心地のひとつとなった。科学、人文科学、政治学などで世界を代表する学者がコンプルテンセ大学で教鞭をとったり研究を行っていた。フランドルやアイルランドなどからやってきた外国人学生のための特別カレッジも設立された。
コンプルテンセ大学は世界でもっとも早くから女子学生に博士号を与えた大学のひとつであり、1785年にマリーア・イシドラ・デ・グスマン・イ・デ・ラ・セルダに博士号を授与した。例えば、イギリスのオックスフォード大学は1920年まで女性学者を受け入れず、ケンブリッジ大学は1926年まで女子学生に博士号(Ph.D.)を授与しなかった。
1824年、フランシスコ・タデオ・カロマルデはシグエンサ大学と合併することでコンプルテンセ大学の規模を拡大させた。イサベル2世の治世の1836年、コンプルテンセ大学はアルカラからマドリードに移転し、名称をマドリード中央大学(Universidad Central en Madrid)に変更、1970年代に「コンプルテンセ」の名前が復活するまでマドリード中央大学として知られた。これにともなって、アルカラ・デ・エナーレスにあった校舎は閉鎖されている。1857年の勅令によって、スペイン帝国下で博士号(PhD)を授与できるスペイン唯一の学術機関とされた。
1927年にはスペイン国王アルフォンソ13世がマドリード中央大学の土地を確保するための勅令を公布し、モンクロア宮殿に近い場所にコンプルテンセ大学のキャンパスが成立した。今日ではこのキャンパスは「大学都市」と呼ばれている。キャンパスの建設にあたって、マドリード中央大学の理事会はヨーロッパと北アメリカの権威ある大学を視察し、両大陸の長所を組み合わせて建設することを決定した。北アメリカにある19の大学に加えて、フランスのパリやリヨン、イギリスのオックスフォード、ドイツのベルリンやハンブルクなどの大学都市をめぐり、ハーバード大学、ペンシルベニア大学、パリ大学、ベルリン大学などが強く反映されている。

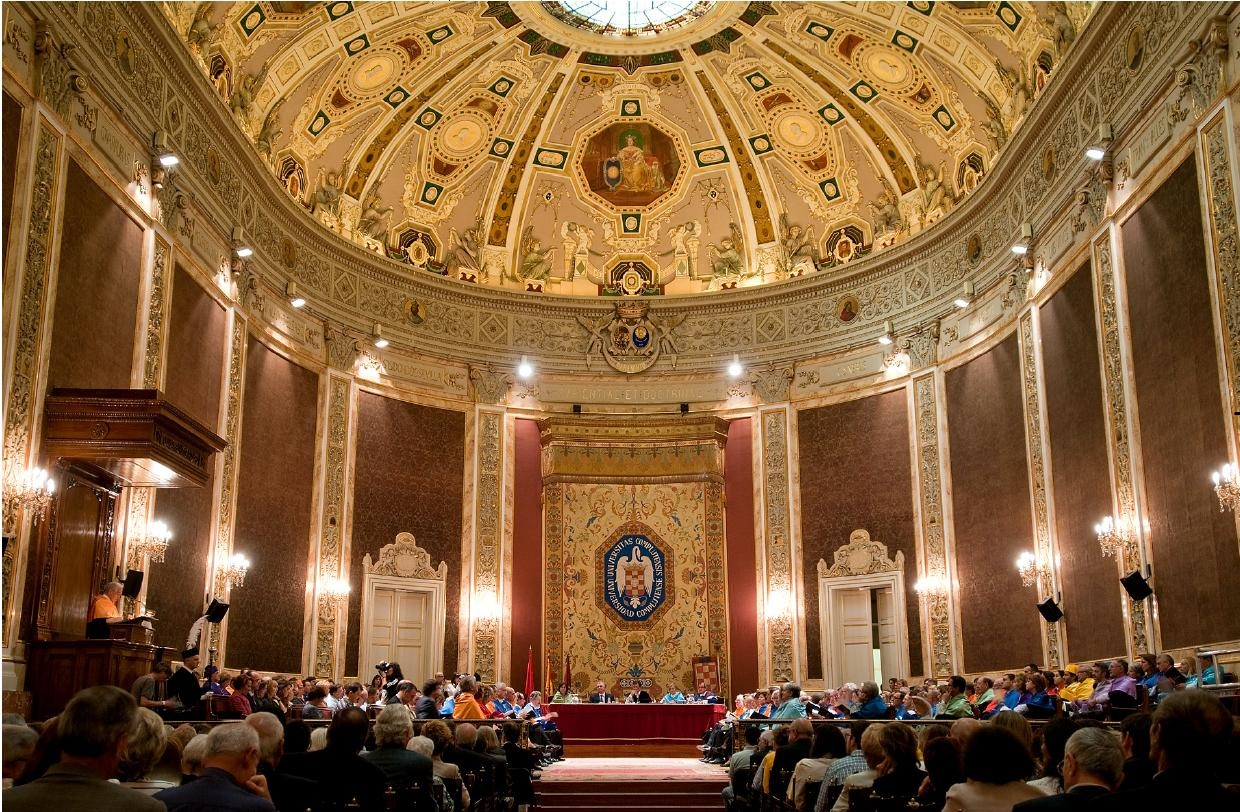
コンプルテンセ大学講堂

1923年2月28日には理論物理学者のアルバート・アインシュタインに名誉博士号を授与しており、コンプルテンセ大学はアインシュタインに初めて名誉科学博士号を授与したヨーロッパの大学である。1933年4月にはフェルナンド・デ・ロス・リオス教育・芸術大臣が、科学部に付属する「アルバート・アインシュタイン・インスティテュート」でアインシュタインが教授となることに合意したと発表したが、ヨーロッパ全土で悪化する政治情勢によってアインシュタインが教鞭をとることはなく、アメリカ合衆国のプリンストン大学で類似する地位に就いた。
フランコ体制末期には大学改革が行われ、1968年にはマドリード第2の公立大学としてマドリード自治大学が設立された。マドリード中央大学はマドリード自治大学との混同を避けるために、マドリード・コンプルテンセ大学(Universidad Complutense de Madrid)に改称された。1971年にはマドリード・コンプルテンセ大学の工学分野と建築学分野が分割されてマドリード工科大学となった。アルカラ・デ・エナーレス市にある古い大学建築物には、マドリード・コンプルテンセ大学を分割する形でアルカラ大学が設立された。
現在のコンプルテンセ大学はスペインでもっとも規模の大きな大学であり、2004-05年度には91,598人の学生、約9,500人の職員、6,000人以上の教員が在籍していた。年間予算は5億ユーロ以上に上る。80近くの専攻、230の学位、221の博士号プログラムを提供している。30を越える図書室があり、200万冊以上の文献を所有している。特に90,000本以上の歴史的文書を所有しており、さらにヨーロッパ有数の映像資料のコレクションを有している。
コンプルテンセ大学の卒業生では、民主化以後にカルロス・アリアス・ナバーロ（在任1973年-1976年）、アドルフォ・スアレス（在任1976年-1981年）、ホセ・マリア・アスナール（在任1996年-2004年）の3人がスペイン首相を務めた。スペインの首都マドリードに拠点をおいていることから、コンプルテンセ大学はマドリードにある研究機関に対して多大な支援を行っている。医学部はサン・カルロス大学臨床病院、グレゴリオ・マラニョン病院、10月12日病院を運営しており、その他にも多数の専門病院を運営している。情報学部の教員の多くは元ジャーナリストであり、情報学部はメディアと良好な関係を築いている。カルメン・マウラ、サンティアゴ・セグラ、アレハンドロ・アメナーバルなど、コンプルテンセ大学出身の映画人も多い。情報学部は隔月刊の新聞「the Gaceta Complutense」を刊行しており、1日12時間放送のラジオ局「ラジオ・コンプルテンセ」を運営している。

## 評価
エル・ムンド紙はコンプルテンセ大学について、「スペインでもっとも権威ある学術機関だと広く考えられている」としている。一貫してスペインでトップクラスの大学に位置づけられており、学術界、文化界、経済界、政治界などに多大な貢献を行っている。卒業生には著名な哲学者、著作家、科学者、歴史学者、軍人、政治家、指導者などがいる。卒業生にはノーベル賞受賞者7人、アストゥリアス皇太子賞受賞者18人、セルバンテス賞受賞者7人、欧州委員会委員、欧州議会議長、欧州評議会事務総長、欧州中央銀行理事、北大西洋条約機構(NATO)事務総長、ユネスコ事務局長、国際通貨基金専務理事、スペイン首相、スペイン国王がいる。2020年のQS世界大学ランキングにおいて、世界第212位とされた。2019年の世界大学学術ランキングにおいて、世界第201～300位とされた。2019年のCWTS Leiden Rankingにおいて、世界第206位とされた。

## 卒業生

### スペイン王室
- フアン・カルロス1世(1938-) : スペイン国王。
- クリスティナ(1965-) : ユネスコスペイン委員会名誉総裁。フアン・カルロス1世の次女、フェリペ6世の次姉。
- レティシア(1972-) : ジャーナリスト。スペイン国王フェリペ6世の妃。

### 政治
第一共和政期以前
- ドン・フアン・デ・アウストリア : 軍人。ネーデルラント統治者。レパントの海戦で勝利。「ヨーロッパ最後の騎士」。
- アレッサンドロ・ファルネーゼ (パルマ公) : ピアツェンツァ公爵。
- カルディナル・マサリン（スペイン語版） : 政治家。第2代フランス首相(1642–1661)。リシュリュー枢機卿の後任。
- ガスパール・デ･ボルハ・イ・ベラスコ（スペイン語版） : 聖職者。スペイン大主教・セビリア大司教・トレド大司教・ナポリ総督。
- ガスパール・メルチョール・デ・ホベリャノス（スペイン語版） : スペイン首相。1812年憲法の理論家。
- ニコラス・サルメロン・イ・アロンソ（スペイン語版） : スペイン第一共和政期の大統領。
- エミリオ・カステラール・イ・リポイ（スペイン語版） : スペイン第一共和政期のジャーナリスト・随筆家・大臣。

第二共和政期
- マヌエル・アサーニャ(1880-1940) : 法曹・政治家。スペイン第二共和政首相（1931-1933、1936）、大統領（1936-1939）。
- フアン・ネグリン・ロペス（スペイン語版） : 政治家。スペイン第二共和政最後の大統領。
- グレゴリオ・マラニョン（スペイン語版） : 医師・科学者・歴史学者・著作家・哲学者。
- フリアン・ベステイロ・フェルナンデス（スペイン語版） : スペイン第二共和政期の政治家。社会労働党(PSOE)所属。
- クララ・カンポアモール（スペイン語版） : スペイン第二共和政期の政治家・フェミニスト。
- ビクトリア・ケント（スペイン語版） : スペイン第二共和政期の随筆家・フェミニスト。
- クラウディオ・サンチェス＝アルボルノス・イ・メンドゥイーニャ（スペイン語版） : スペイン第二共和政期の歴史学者・政治家。
- フェルナンド・デ・ロス・リオス・ウルッティ（スペイン語版） : スペイン第二共和政期の無政府主義者・政治家。

民主化以後
- アドルフォ・スアレス : 政治家。民主中道連合(UCD)所属。スペイン首相（1976-1981）。
- アラン・ガルシア : ペルーの政治家。第90代ペルー大統領(1985-1990)・第93代[ペルー大統領(2006-2011)。
- アメリコ・カストロ（スペイン語版） : 政治家・文化歴史学者・言語学者・文学評論家。
- マヌエル・フラガ・イリバルネ : 政治家。国民党(PP)創設者。内務大臣。ガリシア州首相。「スペイン1978年憲法の父」。
- マリーア・テレサ・フェルナンデス・デ・ラ・ベガ（スペイン語版） : 政治家。副首相(2004—)
- マルセリーノ・オレハ・アギーレ（スペイン語版） : 欧州委員会事務局長・欧州議会議員・欧州交通コミッショナー。
- マヌエル・プラード・イ・コロン・デ・カルバハル（スペイン語版） : 外交官・政治家・上院議員。
- ホセ・ボノ（英語版） : カスティーリャ＝ラ・マンチャ州首相。防衛大臣。
- アナ・パラシオ（英語版） : 外務・国際協力大臣。
- エレーナ・サルガド（スペイン語版） : 政治家。経済・財務大臣。
- ヘルマン・バルガス・リェラス（スペイン語版） : コロンビアの政治家。内務・法務大臣。
- ホセ・マリーア・バレーダ（スペイン語版） : 政治家。カスティーリャ＝ラ・マンチャ州首相。
- カルロス・アリアス・ナバーロ(1908-1989) : 政治家。マドリード市長(1965-1973)。スペイン首相(1973-1976)。法学専攻。
- ミゲル・ボジェール(1939-2014) : 経済学者・政治家。社会労働党(PSOE)所属。ゴンサレス政権で経済・財務・通産大臣(1982-1985)。
- エンリケ・バロン・クレスポ(1944-) : 政治家。社会労働党(PSOE)所属。ゴンサレス政権で運輸・観光・通信大臣(1982-1985)。欧州諸共同体欧州議会議長(1989-1992)。法学専攻。
- ハビエル・ソラナ(1947-) : 政治家・物理学者。社会労働党(PSOE)所属。ゴンサレス政権で外務・国際協力大臣（1992-1995）。北大西洋条約機構事務総長(1992-1995)。欧州連合共通外交・安全保障政策上級代表(1999-2009)。
- ジュゼップ・ブレイ(1947-) : 政治家。欧州議会議長(2004-2007)。欧州大学院総長。
- マヌエル・マリン(1949-) : 政治家。欧州委員会委員。マリン暫定委員会委員長代行。スペイン下院議長。法学専攻。
- アルフレード・ペレス・ルバルカバ(1951-) : 化学者・政治家。社会労働党(PSOE)書記長(2012-2014)。
- エスペランサ・アギーレ(1952-) : 政治家。国民党(PP)所属。アスナール政権で教育文化スポーツ大臣(1996-1999)。女性初のスペイン上院議長(1999-2002)。マドリード州首相(2003-2012)。
- ホセ・マリア・アスナール(1953-) : 政治家。国民党(PP)所属。スペイン首相（1996-2004）。
- 松森奈津子(1973-) : 政治学者。政治学博士号(PhD)取得。
- パブロ・イグレシアス(1978-) : 政治学者・政治家。ポデモス党首(2014-)。法学専攻。

### 経済
- ロドリゴ・ラト（スペイン語版） : 政治家。経済・財務大臣。第9代国際通貨基金(IMF)会長。
- ホセ・マヌエル・ゴンサーレス・パラモ（スペイン語版） : 欧州中央銀行理事。

### 文学
- ロペ・デ・ベガ(1562-1635) : 劇作家・詩人。
- ティルソ・デ・モリーナ(1579-1648) : 劇作家。
- フランシスコ・デ・ケベード(1580-1645) : 著作家・詩人。
- アントニオ・マチャード : 詩人。98年世代。
- ダマソ・アロンソ : 著作家・詩人・言語学者。27年世代。セルバンテス賞受賞。
- エンリケ・ティエルノ・ガルバン（スペイン語版） : 著作家・政治家。
- フランシスコ・アジャラ（英語版） : 著作家。アストゥリアス皇太子賞文学部門受賞。セルバンテス賞受賞。
- ヘラルド・ディエゴ（スペイン語版） : 著作家・詩人。レアル・アカデミア・エスパニョーラ会員。27年世代。セルバンテス賞受賞。
- ヒアンニーナ・ブラスチ（スペイン語版） : 著作家。
- ハシント・ベナベンテ : 劇作家。ノーベル文学賞受賞(1922)。
- ホセ・エチェガライ・イ・エイサギーレ : 著作家。ノーベル文学賞受賞(1904)。
- ホセ・ロドリゲス・カラシード（スペイン語版） : 著作家・薬学者・化学者。
- ラミーロ・レデスマ・ラモス（スペイン語版） : 著作家・政治家。
- ビセンテ・アレイクサンドレ : 著作家・詩人。ノーベル文学賞受賞(1970)。
- ホセ・ルイス・メンデス・フェリン（スペイン語版） : 著作家。
- ピオ・バローハ(1872-1956) : 小説家・医師。98年世代。医学専攻。
- フェデリコ・ガルシア・ロルカ(1898-1936) : 詩人・劇作家。
- カミーロ・ホセ・セラ(1916-2002) : 小説家。ノーベル文学賞受賞(1989)。
- ラファエル・サンチェス・フェルロシオ(1927-) : 小説家・随筆家。セルバンテス賞受賞。哲文学専攻。
- マリオ・バルガス＝リョサ(1936-) : ペルーの小説家。国際ペンクラブ会長。ノーベル文学賞受賞(2010)。
- フアン・ホセ・ミリャス(1946-) : 小説家。ジャーナリスト。
- ハビエル・マリアス(1951-) : 著作家・翻訳者。レアル・アカデミア・エスパニョーラ会員。
- フリオ・リャマサーレス(1955-) : 小説家・詩人。法学専攻。
- エレナ・ガジェゴ(1967-) : 文学者・翻訳家。
- アンドレス・バルバ (1975-)：作家。

### ジャーナリズム
- コンセプシオン・アレナル（スペイン語版） : ジャーナリスト・随筆家・政治活動家。
- フェルミン・カバリェーロ（スペイン語版） : ジャーナリスト・出版家・政治家。
- フアン・イグナシオ・ルカ・デ・テナ（スペイン語版） : ジャーナリスト・劇作家・外交官。
- トルクアト・ルカ・デ・テナ・イ・アルバレス＝オソリオ（スペイン語版） : ジャーナリスト。ABC紙創設者。
- ホセ・オルテガ・スポットルノ（スペイン語版） : ジャーナリスト。アリアンサ・エディトリアル創設者。エル・パイス紙共同創設者。
- ヘスース・デ・ポランコ（スペイン語版） : ジャーナリスト。エル・パイス紙共同創設者。エディトリアル・サンティリャーナ、グルーポPRISA、カデーナ・セール創設者。
- フアン・ルイス・セブリアン（スペイン語版） : ジャーナリスト。エル・パイス紙共同創設者・編集長。レアル・アカデミア・エスパニョーラ会員。
- エルビラ・リンド(1962-) : ジャーナリスト・小説家・脚本家。ジャーナリズム専攻。

### 哲学
- アントニオ・デ・ネブリハ（スペイン語版） : 人文学者。
- ドミンゴ・デ・ソト : 哲学者・神学者・トレント評議会の理論家。
- ホセ・ガオス（スペイン語版） : ネオヒューマズム哲学者。
- ホセ・ルイス・ロペス・アラングレン（スペイン語版） : 哲学者。
- フリアン・マリアス（スペイン語版） : 哲学者。
- フランシスコ・エリアス・デ・イェハーダ・イ・スピノラ（スペイン語版） : 哲学者・法学理論家・政治理論家。
- マリーア・イシドラ・デ・グスマン・イ・デ・ラ・セルダ（スペイン語版） : 哲学者。スペイン人女性初の博士号取得者。
- ライモン・パニカール（スペイン語版） : 哲学者・神学者。宗教比較哲学者。
- トマス・デ・ビリャヌエバ（スペイン語版） : 聖職者。バレンシア大司教。神学者。
- シャビエル・スビリ（スペイン語版） : 哲学者・言語学者。
- マリア・サンブラーノ : 哲学者。
- ホセ・オルテガ・イ・ガセット(1833-1955) : ネオヒューマニズム哲学者。Ratio-Vitalismの創設者。著作家・ジャーナリスト。
- ミゲル・デ・ウナムーノ(1864-1936) : 思想家・哲学者・著作家。98年世代。ネオヒューマニズム哲学者。
- ディエス・デル・コラール(1911-1998) : 哲学者・歴史学者。アストゥリアス皇太子賞受賞。
- フェルナンド・サバテール(1947-) : 哲学者。

### 歴史
- アンブロシオ・デ・モラーレス（スペイン語版） : 歴史学者。
- フランシスコ・ヒネール・デ・ロス・リオス（スペイン語版） : 歴史学者。
- フアン・デ・マリアーナ（スペイン語版） : 歴史学者・政治理論家。
- ホセ・アマドール・デ・ロス・リオス（スペイン語版） : 歴史学者。
- マヌエル・コルメイロ・ペニード（スペイン語版） : 経済学者・歴史学者・法学者。
- マルセリーノ・メネンデス・イ・ペラージョ（スペイン語版） : 歴史学者。
- ラモン・メネンデス・ピダル : 歴史学者。
- ラファエル・アルタミラ・イ・クレベア(1881-1951) : 歴史学者・法学者。常設国際司法裁判所裁判官。
- 松田健児：美術史家。

### 医学
- カルロス・ヒメネス・ディアス（スペイン語版） : 現代医学の先駆者。
- フロレスタン・アギラール（スペイン語版） : 現代医学の先駆者。
- サンティアゴ・ラモン・イ・カハル(1852-1934) : 神経解剖学者。ノーベル生理学・医学賞受賞(1906)。
- セベロ・オチョア(1905-1993) : スペイン出身、アメリカ国籍の生化学者。ノーベル生理学・医学賞受賞(1959)。
- ホセ・デルガード(1915-2011) : 脳科学者・医学者。脳埋め込みチップを開発。

### 数学・自然科学
- アルバート・アインシュタイン : 名誉科学博士。
- アンヘル・マルティン・ムニシオ（スペイン語版） : 化学者・薬学者。王立スペイン科学アカデミー会長。
- ブラス・カブレラ・フェリペ（スペイン語版） : 物理学者。王立スペイン科学アカデミー会長。
- カルロス・サンチェス・デル・リオ（スペイン語版） : 物理学者。王立スペイン科学アカデミー会長。
- エドゥアルド・トロハ・カバリェ（スペイン語版） : 数学者。レアル・アカデミア・エスパニョーラ会員。
- エンリケ・モレス・オルメーリャ（スペイン語版） : 物理学者。
- フェデリコ・マジョール・サラゴサ（スペイン語版） : 薬学者。ユネスコ事務局長(1987-1999)。
- フアン・マヌエル・ロドリゲス・パロンド（スペイン語版） : 物理学者。
- ホセ・クアトレカサス（スペイン語版） : 植物学者。
- ホセ・ロドリゲス・カラシード（スペイン語版） : 化学者・薬学者。コンプルテンセ大学薬学部長/学長。王立スペイン科学アカデミー会長。
- フアン・ルイス・アルスアガ（スペイン語版） : 生物学者・古生物学者。
- フリオ・レイ・パストール（スペイン語版） : 数学者。
- マルガリータ・サラス : 科学者。インスティテュート・デ・エスパーニャ所長。
- ミゲル・カタラン・サニュード（スペイン語版） : 科学者。
- シクスト・リオス（スペイン語版） : 数学者・統計学者。
- ヘスース・ウエルタ・デ・ソト : 経済学者・法学者。
- フアン・イグナシオ・シラック・サストゥライン（スペイン語版） : 量子物理学者。ウルフ賞物理学部門受賞(2013)。
- マリアーノ・ラガスカ・イ・セグーラ(1776-1839) : 植物学者。マドリード王立植物園園長。医学専攻。
- ファン・パロンド : 物理学者。マドリード・コンプルテンセ大学教授。

### 芸術
- ルイス・ブニュエル(1900-1983) : 映画監督。
- エンリケ・ホルダ(1911-1996) : 指揮者。
- ヘスス・ロペス＝コボス(1940-) : 指揮者。哲学専攻。
- ビクトル・エリセ(1940-) : 映画監督・脚本家。政治学・法学専攻。
- アルトゥーロ・タマヨ(1946-) : 指揮者。法学専攻。
- チェマ・マドス（スペイン語版）(1958-) : 写真家。
- サンティアゴ・セグラ(1965-) : 俳優・映画監督。
- ロサンナ・カストリーリョ・ディアス（英語版）(1971-) : 芸術家。
- アレハンドロ・アメナバル(1972-) : 映画監督・脚本家。

### その他
- アンヘル・サンス・ブリス（スペイン語版） : 外交官。第二次世界大戦時にはハンガリーに住む何千人ものユダヤ人を救った。
- エクトル・パウリーノ・ドミンゲス・ロドリゲス : ドミニカ共和国の大使。
- エミリオ・ガルシア・ゴメス（スペイン語版） : アラブ文化に関する国際的権威。
- フェルナンド・コルデロ・クエバ（スペイン語版） : エクアドルの政治家・建築家。
- イルデガルト・ロドリゲス・カルバリェイラ（スペイン語版） : フェミニスト活動家。
- J.B.L.レジェス（英語版） : フィリピンの法学者。
- ホセ・アントニオ・リョレンテ（スペイン語版） : リョレンテ&クエンカの創設者。
- ミゲル・アルバレス＝フェルナンデス（スペイン語版） : サウンドアーティスト・音響理論家。
- バレンティン・ガルシア・ジェブラ（スペイン語版） : 言語学者・翻訳学者。
- ホセ・リサール(1861-1896) : フィリピンの著作家・独立運動家。
- ペドロ・アルペ(1907-1991) : カトリック司祭。イエズス会第28代総長(1965-1983)。上智大学教授。医学専攻。
- フリオ・カロ・バローハ(1914-1995) : 人類学者・歴史学者・言語学者。ピオ・バローハの甥。

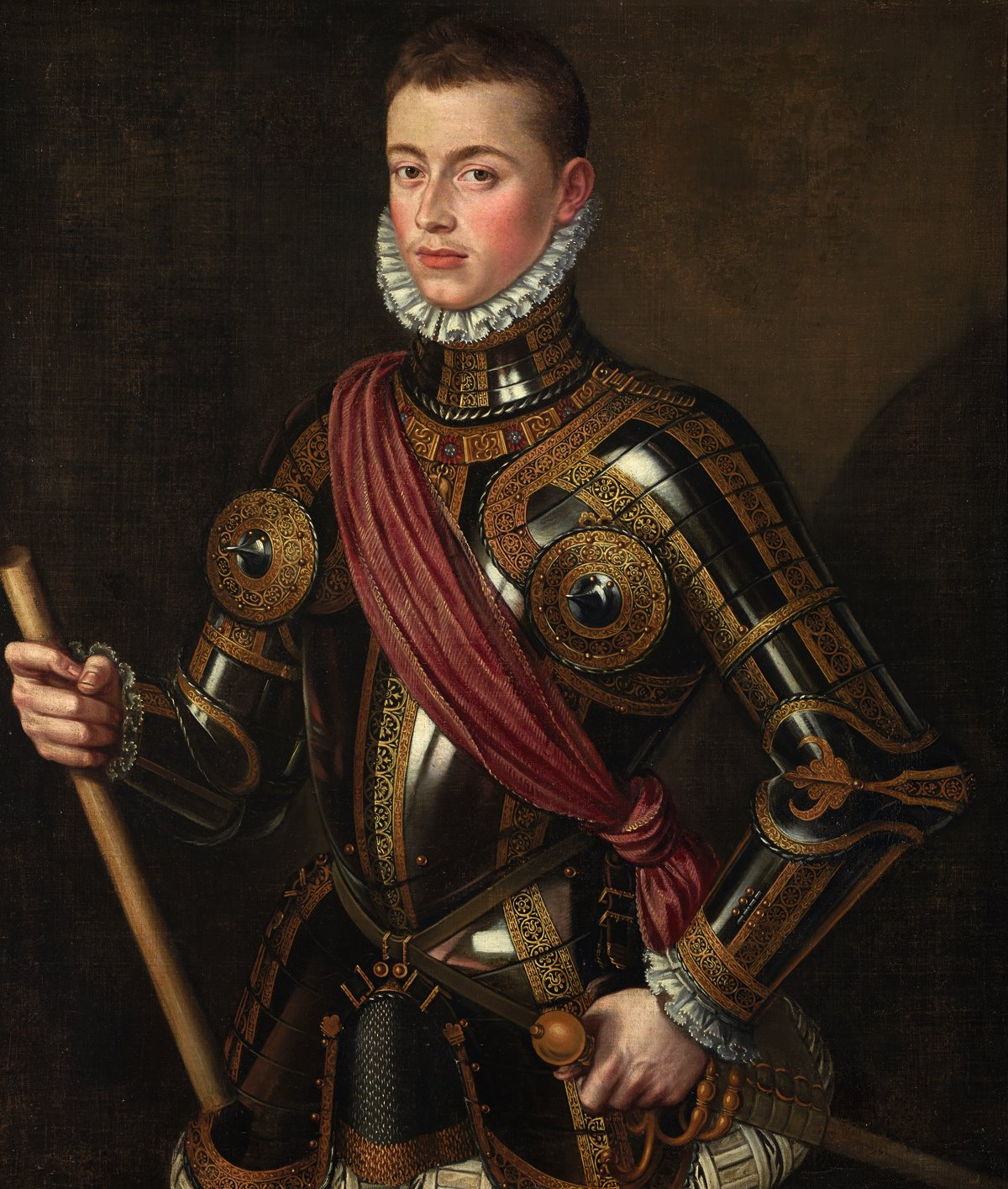
オーストリアのドン・ジョン（軍人）
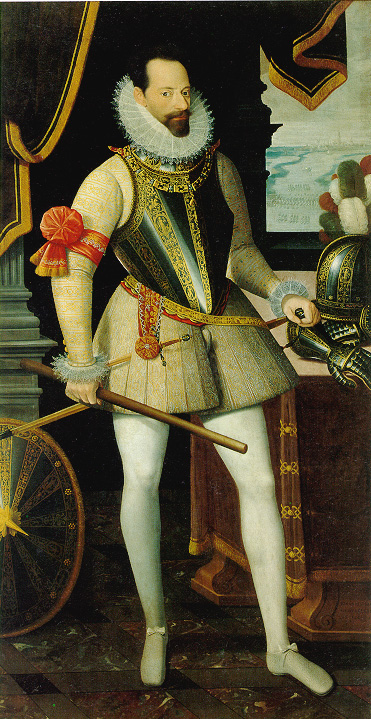
パルマ公アレクサンダー・ファルネーゼ（公爵）
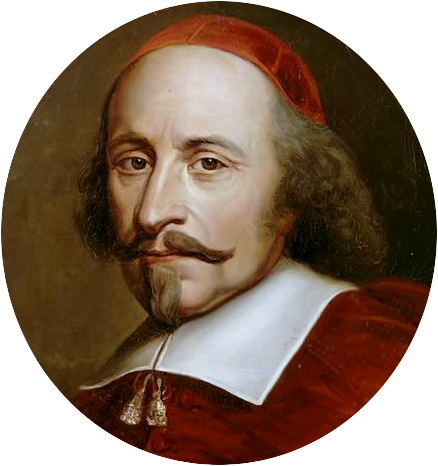
カルディナル・マサリン（政治家）
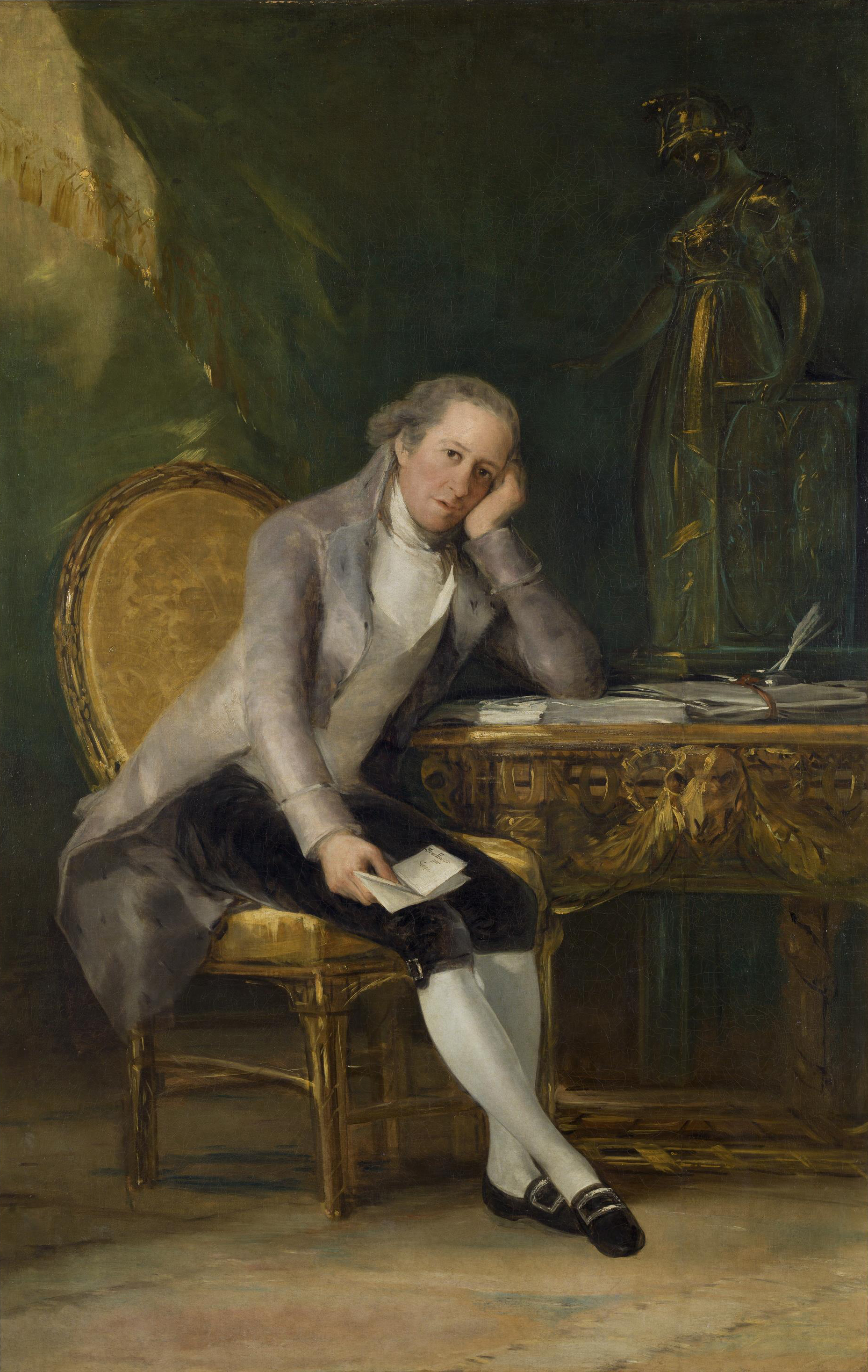
ガスパール・メルチョール・デ・ホベリャノス（政治家）
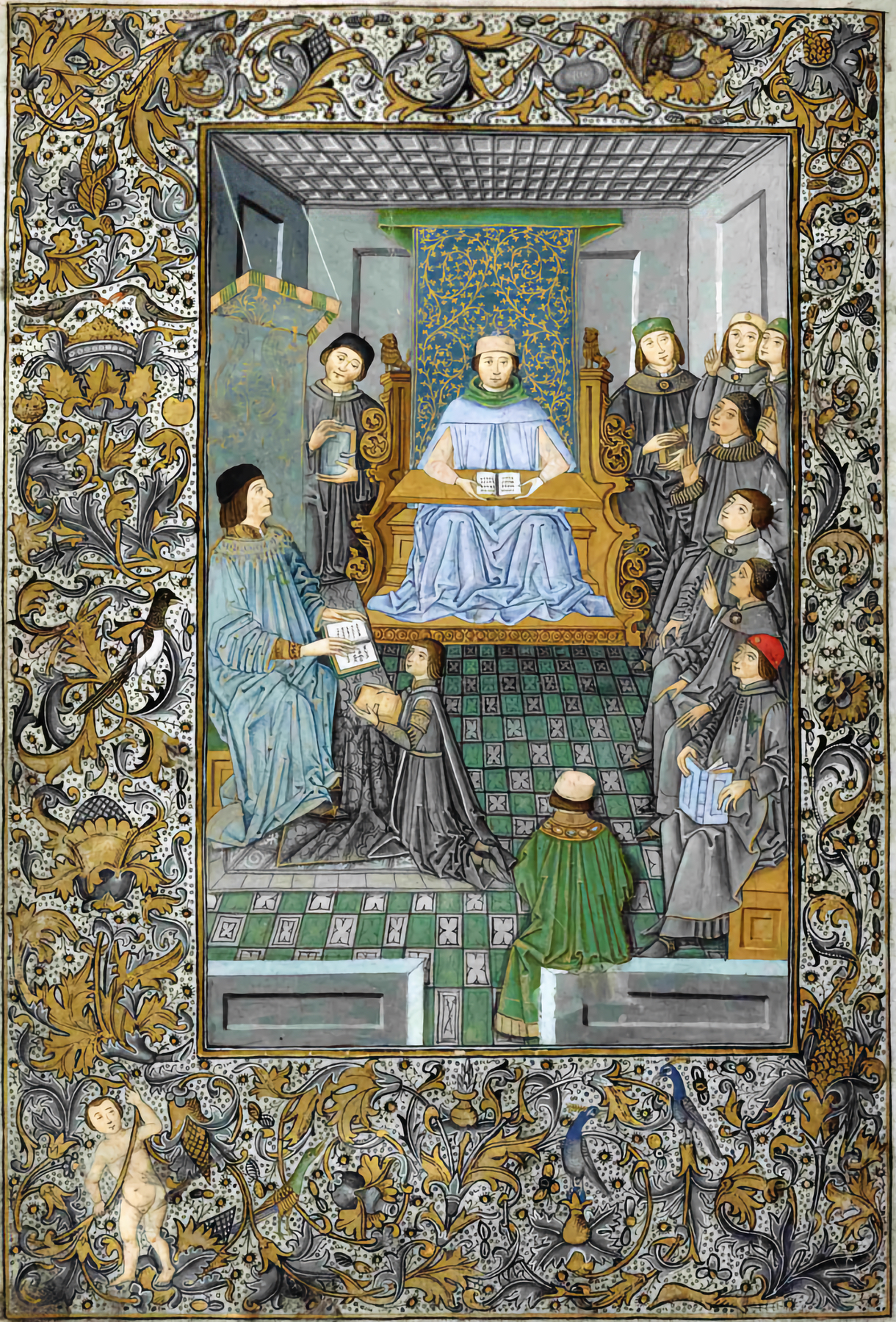
アントニオ・デ・ネブリハ（人文学者）
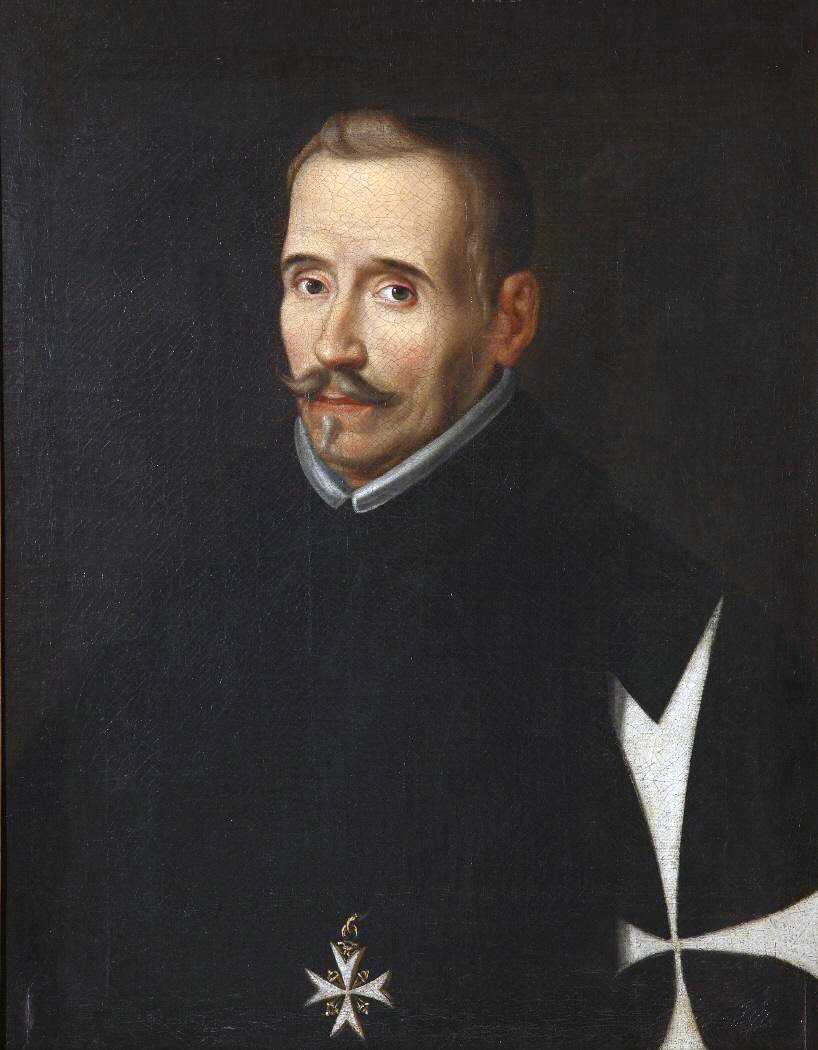
ロペ・デ・ベガ（劇作家）
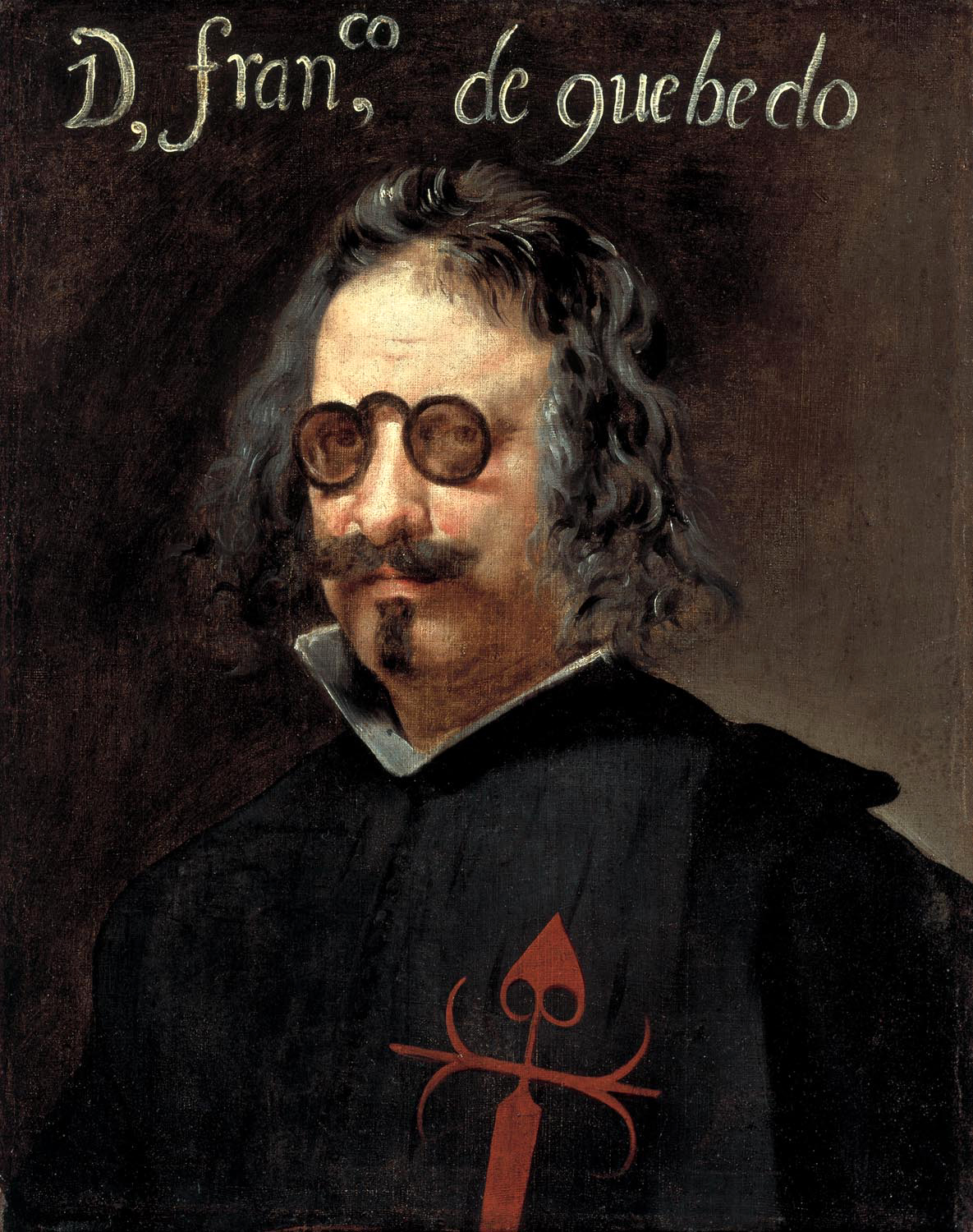
フランシスコ・デ・ケベード（著作家）
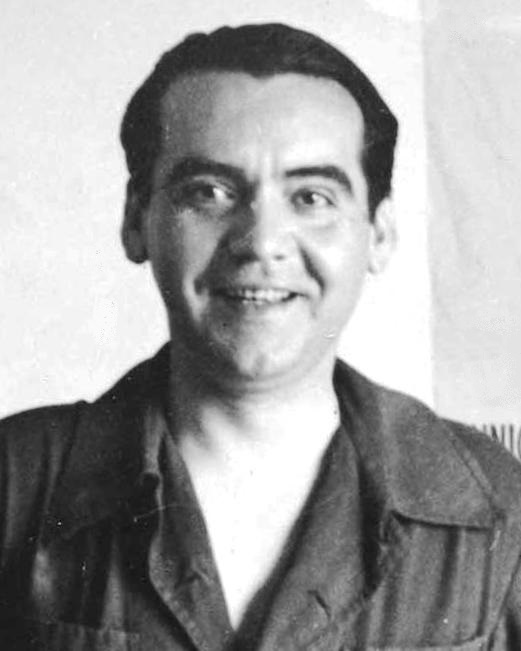
フェデリコ・ガルシア・ロルカ（詩人）
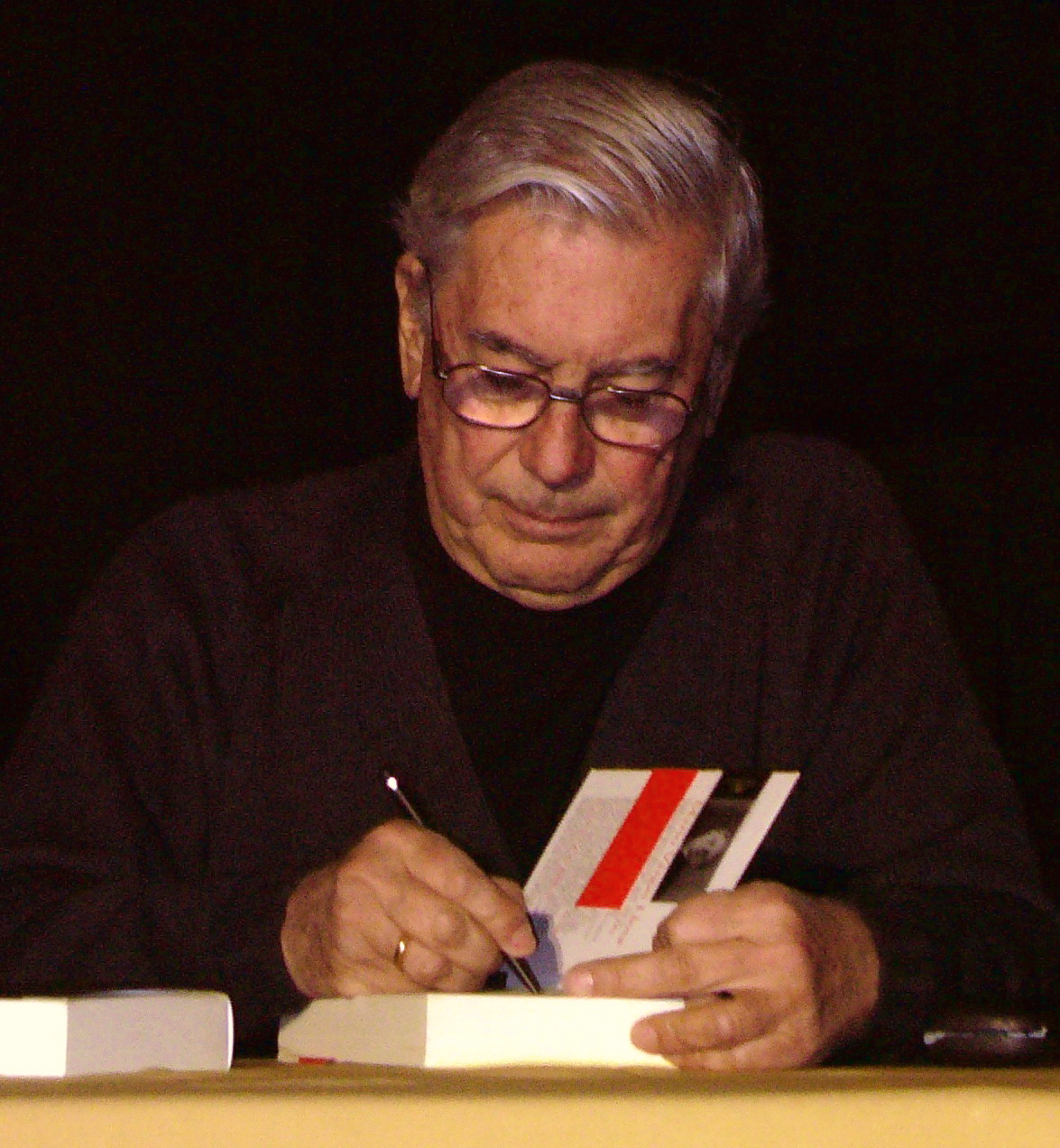
マリオ・バルガス・リョサ（小説家）
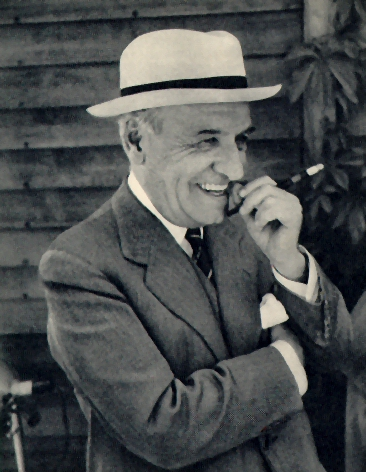
ホセ・オルテガ・イ・ガセット（哲学者）
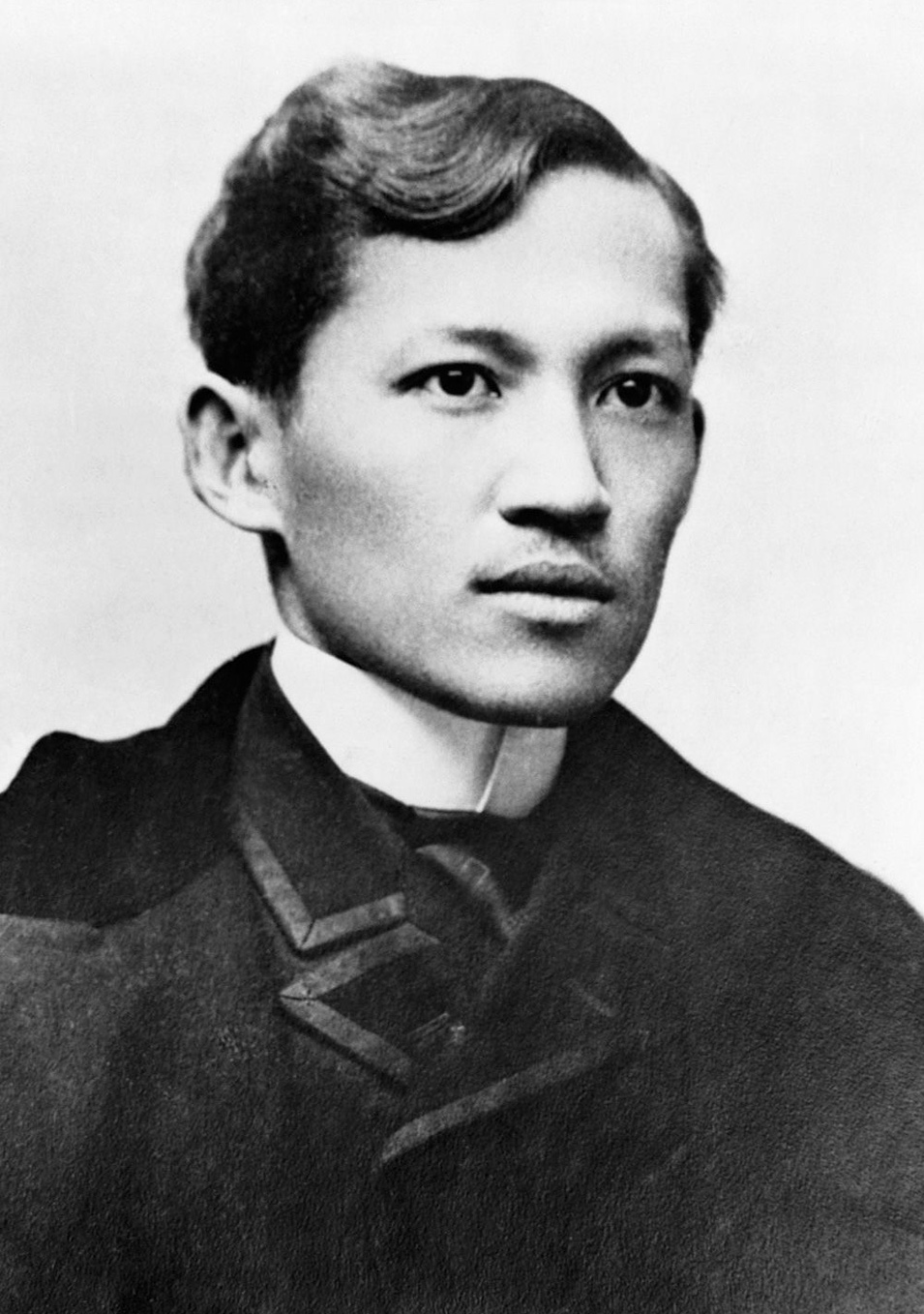
ホセ・リサール（独立運動家）
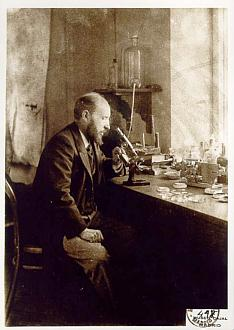
サンティアゴ・ラモン・イ・カハール（神経解剖学者）
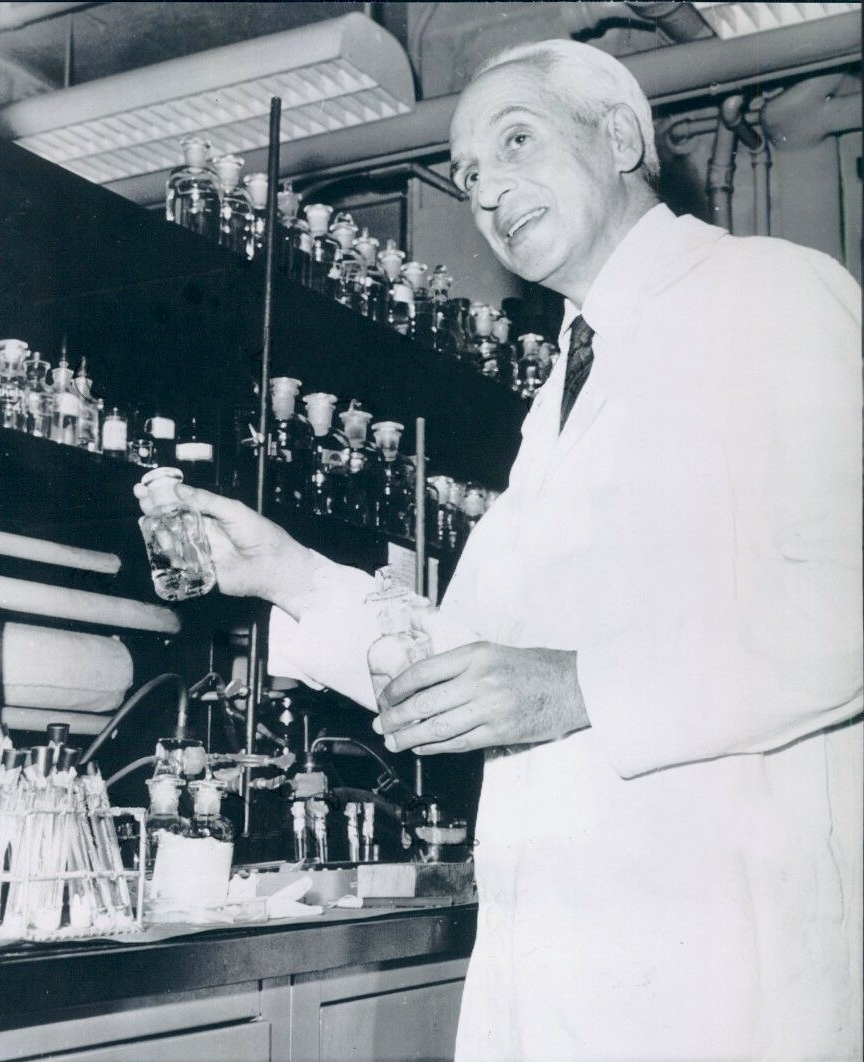
セベロ・オチョア（生化学者）
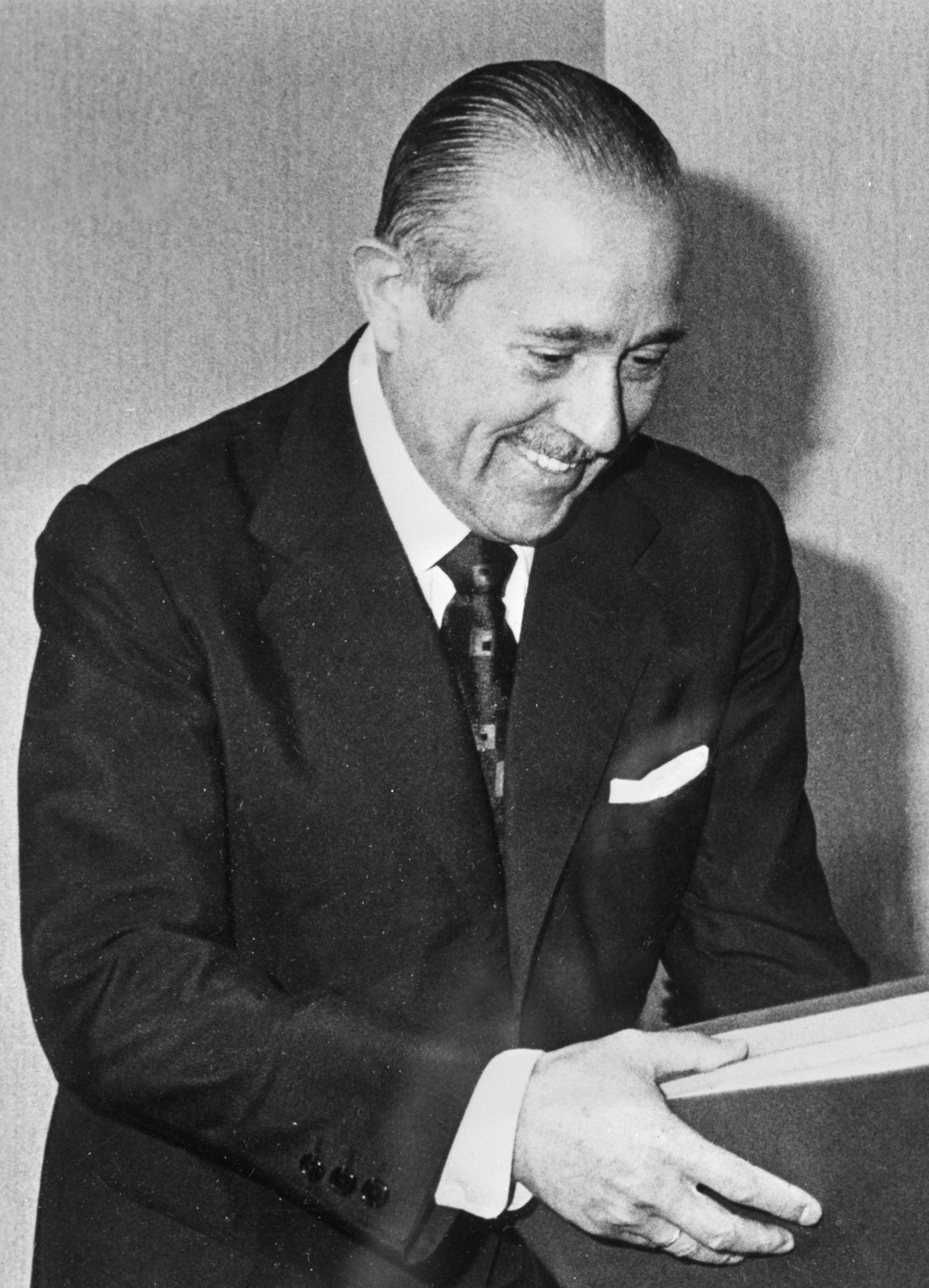
カルロス・アリアス・ナバーロ（政治家）
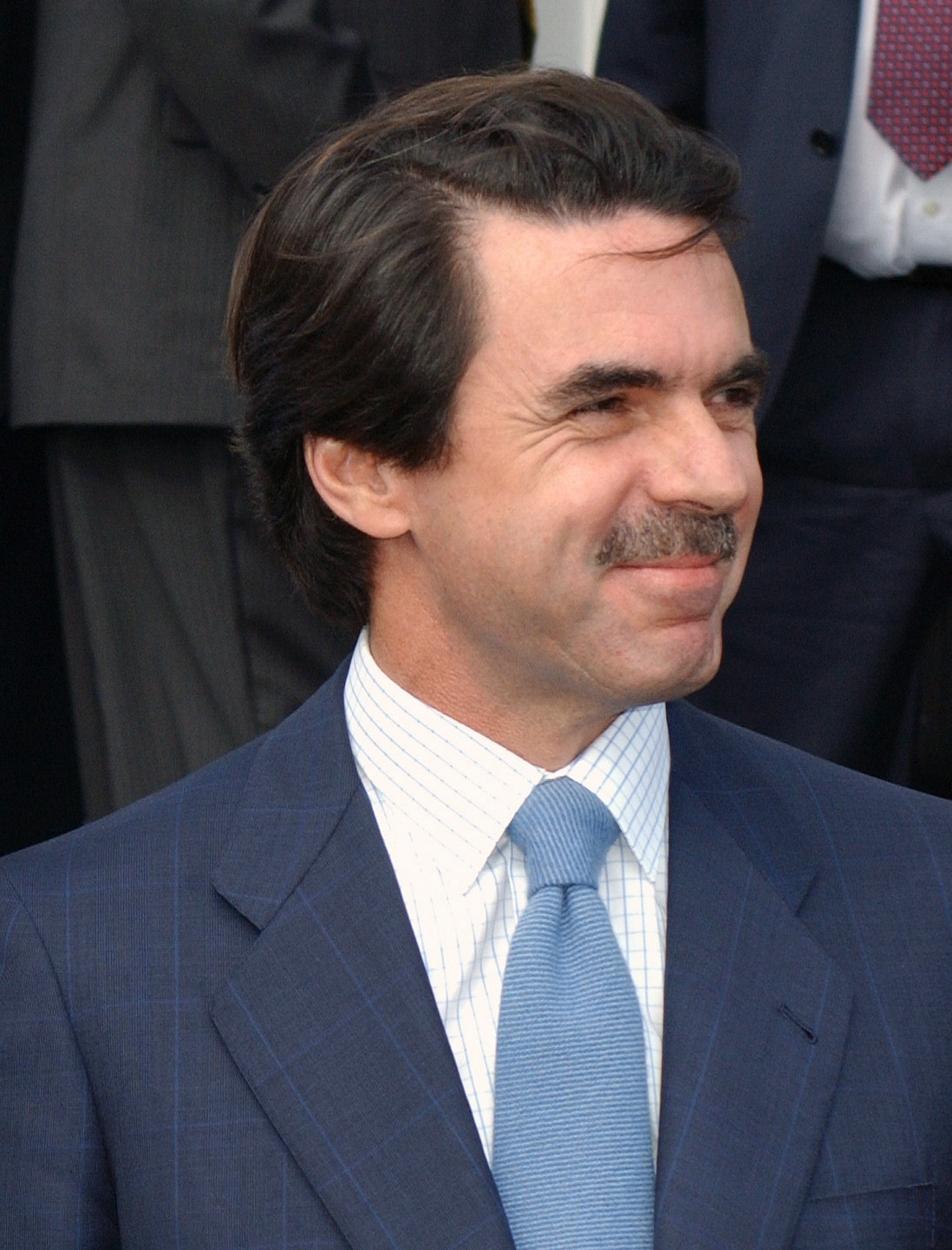
ホセ・マリア・アスナール（政治家）
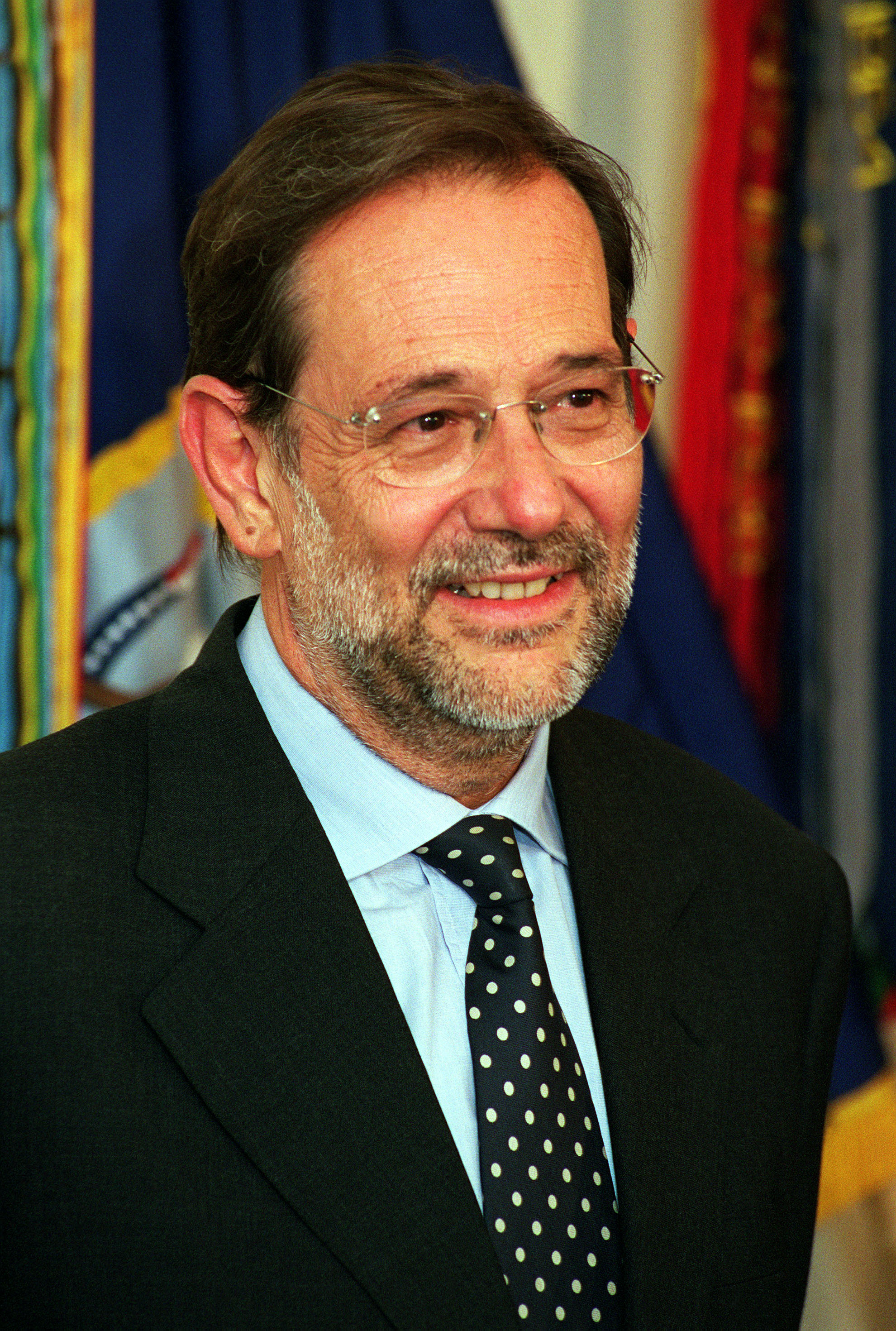
ハビエル・ソラナ（政治家）